# بنی موریس
بنی موریس (به عبری: בני מוריס)، متولد ۸ دسامبر ۱۹۴۸، مورخ اسرائیلی، استاد سابق تاریخ در گروه مطالعات خاورمیانه از دانشگاه بن گوریون در شهر بئر السبع اسرائیل بود. او یکی از اعضای گروه مورخان اسرائیلی معروف به «ورخان نوین» است، اصطلاحی که موریس برای توصیف خود و مورخان آوی شلایم و ایلان پاپه به کار برد.
فعالیت موریس در مورد درگیری اعراب و اسرائیل و به ویژه مناقشه اسرائیل و فلسطین از سوی طرفین این شکاف سیاسی، مورد تحسین و انتقاد قرار گرفته‌است. وی دربارهٔ خود به عنوان یک صهیونیست می‌نویسد: «من تحقیق را نه بر اساس تعهد ایدئولوژیک و نه به دلیل علاقه سیاسی آغاز کردم. من فقط می‌خواستم بدانم واقعاً چه اتفاقی افتاده‌است».

## زندگی‌نامه
موریس در ۸ دسامبر ۱۹۴۸ در کیبوتص عین هحوریش، در یک خانوادهٔ وطن‌گزین یهودی از انگلستان متولد شد.
پدرش یاکوف موریس دیپلمات، مورخ و شاعر اسرائیلی و مادرش سادی موریس، روزنامه‌نگار بود. طبق گزارش نیویورکر، بنی موریس «در قلب جو پیشگامانه چپ بزرگ شد». والدین او هنگامی که موریس یک ساله بود به قدس نقل مکان کردند. در پی وظایف دیپلماتیک پدرش، خانواده چهار سال را در نیویورک گذراندند، که از نه سالگی تا سیزده‌سالگی موریس بود، و دو سال دیگر را وقتی وی ۱۵ ساله بود در آنجا گذراندند.
بنی موریس از سال ۱۹۶۷ تا ۱۹۶۹ در نیروهای دفاعی اسرائیل به عنوان پیاده‌نظام، از جمله در تیپ چتربازان، خدمت کرد. او در جنگ شش روزه در جبهه بلندی‌های جولان حضور داشت و در طول جنگ فرسایش‌زا در کانال سوئز خدمت کرد. وی در سال ۱۹۶۹ بر اثر گلوله مصری‌ها در منطقه کانال سوئز مجروح شد و ۴ ماه بعد از خدمت فعال مرخص شد، اما تا سال ۱۹۹۰ به خدمت در ذخیره نیروها نظامی ادامه داد. وی تحصیلات خود را در مقطع کارشناسی در رشته تاریخ در دانشگاه عبری اورشلیم تمام کرد و از دانشگاه کمبریج دکترای تاریخ مدرن اروپا گرفت.
موریس در جنگ لبنان در سال ۱۹۸۲ به عنوان نیروی ذخیره ارتش خدمت کرد و در محاصره بیروت در یک واحد خمپاره‌انداز حضور داشت. در سال ۱۹۸۶، وی وظیفه ذخیره خود را در کرانه باختری انجام داد. در سال ۱۹۸۸، هنگامی که وی برای وظیفه ذخیره در نابلس فراخوانده شد، از خدمت در ارتش اسرائیل به دلایل ایدئولوژیک خودداری کرد، زیرا خروج اسرائیل از سرزمین‌های اشغالی را یک ضرورت می‌دانست و نمی‌خواست در سرکوب انتفاضه اول شرکت کند. وی به سه هفته زندان نظامی محکوم شد و ۱۹ روز در زندان بود که دو مورد دیگر به دلیل رفتار خوبش از او کسر شد. وی بعداً از خدمات ذخیره اخراج شد.
از سال ۲۰۱۵ تا ۱۸، موریس به عنوان استاد مهمان اسرائیلی برنامه گلدمن در بخش دولتی دانشگاه جورج تاون مشغول شد.
او در سریجیم (لی اون) زندگی می‌کند و ازدواج کرده و سه فرزند دارد.

## حرفه روزنامه‌نگاری
پس از فارغ‌التحصیلی از دانشگاه کمبریج، او به قدس بازگشت و به‌مدت ۱۲ سال به‌عنوان خبرنگار جروزالم‌پست کار کرد. او جنگ لبنان در سال ۱۹۸۲ را برای روزنامه جروزالم پست پوشش داد، جنگی که او همچنین به عنوان نیروی ذخیره رزم در آن جنگید.
موریس که در دهه ۱۹۸۰ در روزنامه جروزالم پست کار می کرد، شروع به خواندن آرشیوهای دولتی اسرائیل کرد، ابتدا به تاریخچه پالماخ نگاه کرد، سپس توجه خود را به ریشه‌های آوارگی فلسطینیان در سال ۱۹۴۸ معطوف کرد. تاریخ‌نگاری اصلی اسرائیل در آن زمان، خروج فلسطینیان از شهرها و روستاهایشان در سال ۱۹۴۸ را ناشی از ترس یا دستور رهبران عرب بیان می‌کرد. موریس شواهدی پیدا کرد که مواردی وجود دارند که اخراج شده‌اند.

## آثار منتشر شده
- تولد مشکل پناهندگان فلسطینی، ۱۹۴۷–۱۹۴۹ ، انتشارات دانشگاه کمبریج، ۱۹۸۸.شابک ‎۹۷۸-۰-۵۲۱-۳۳۰۲۸-۲
- جنگ‌های مخفی اسرائیل: تاریخچه سرویس‌های اطلاعاتی اسرائیل، با یان بلک، نیویورک، گرو وایدنفلد، ۱۹۹۱.شابک ‎۹۷۸−۰−۸۰۲۱−۱۱۵۹−۳شابک 978-0-8021-1159-3
- جنگهای مرزی اسرائیل ۱۹۴۹–۱۹۵۶: نفوذ اعراب، تلافی رژیم صهیونیستی و شمارش معکوس برای جنگ سوئز، آکسفورد، چاپ کلارندون، ۱۹۹۳.شابک ‎۹۷۸−۰−۱۹−۸۲۹۲۶۲−۳شابک 978-0-19-829262-3
- ۱۹۴۸ و پس از آن؛ اسرائیل و فلسطینیان، کلراندون پرس، آکسفورد، ۱۹۹۴.شابک ‎۰−۱۹−۸۲۷۹۲۹−۹شابک 0-19-827929-9
- قربانیان حق: تاریخ درگیری صهیونیست‌ها -اعراب ، ۱۸۸۱–۱۹۹۹. نیویورک: آلفرد A. ناپف. ۲۰۰۱ [اصلی در ۱۹۹۹]شابک ‎۹۷۸-۰-۶۷۹-۷۴۴۷۵-۷
- تصحیح یک اشتباه: یهودیان و اعراب در فلسطین/اسرائیل ، ۱۹۳۶-۱۹۵۶، ام اوود، ۲۰۰۰.
- راه اورشلیم: گلاب پاشا، فلسطین و یهودیان. نیویورک: آی‌بی تیوریس، ۲۰۰۳.شابک ‎۹۷۸−۱−۸۶۰۶۴−۸۱۲−۰شابک 978-1-86064-812-0
- بررسی مجدد تولد مشکل آوارگان فلسطینی، انتشارات دانشگاه کمبریج، ۲۰۰۴.شابک ‎۹۷۸−۰−۵۲۱−۰۰۹۶۷−۶شابک 978-0-521-00967-6
- ساخت اسرائیل (ویرایش) ، انتشارات دانشگاه میشیگان، ۲۰۰۸.شابک ‎۹۷۸−۰−۴۷۲−۱۱۵۴۱−۹شابک 978-0-472-11541-9
- ۱۹۴۸: تاریخچه اولین جنگ اعراب و اسرائیل ، انتشارات دانشگاه ییل، ۲۰۰۸.شابک ‎۹۷۸−۰−۳۰۰−۱۲۶۹۶−۹شابک 978-0-300-12696-9
- یک دولت، دو دولت: حل اختلاف اسرائیل/فلسطین ، انتشارات دانشگاه ییل، ۲۰۰۹.شابک ‎۹۷۸−۰−۳۰۰−۱۲۲۸۱−۷شابک 978-0-300-12281-7
- نسل‌کشی سی ساله: نابودی اقلیت‌های مسیحی ترکیه، ۱۸۹۴–۱۹۲۴ (نویسنده مشترک درور زوی) ، انتشارات دانشگاه هاروارد، ۲۰۱۹.شابک ‎۹۷۸−۰۶۷۴۹۱۶۴۵۶شابک 978-0674916456

## جوایز
- ۲۰۰۸: جایزه ملی کتاب یهودی در رده تاریخ ۱۹۴۸: تاریخچه اولین جنگ اعراب و اسرائیل[۱۴]